# Ordine dei Petrović-Njegoš
L'Ordine dei Petrović Njegoš (in montenegrino: Орден Петровић Његош, Orden Petrović Njegoš) fu il più alto ordine cavalleresco del Regno del Montenegro, fondato dal Re Nicola I nel 1896 per commemorare i 200 anni della presa di potere dei Petrović-Njegoš sul Montenegro.
In quello stesso anno, inoltre, la quinta figlia del Re Nicola I, Principessa Elena del Montenegro, sposò Vittorio Emanuele di Savoia, principe ereditario d'Italia e futuro Re col nome di Vittorio Emanuele III.
L'ordine era generalmente concesso ai soli membri della famiglia reale montenegrina ed a pochi altri uomini meritevoli (solitamente monarchi stranieri connessi alla famiglia). L'ordine sopravvisse al crollo del Regno del Montenegro in forma di conferimento privato che ancora oggi viene perpetrato dai discendenti di Nicola I.
L'ordine consiste in una croce sul cui braccio superiore si trova in cirillico la lettera "D", iniziale di Danilo I, primo Petrović Njegoš ad ottenere il governo della regione col titolo di Principe-Vescovo. Nel braccio sottostante, si trova invece una "N" per Nicola I, fondatore dell'ordine. Le restanti braccia della croce indicano la data "1696" per la presa di potere della famiglia, e il "1896" per la commemorazione della fondazione dell'ordine.
Il nastro dell'ordine è bianco bordato di rosso sui lati.
L'Ordine consta di una sola classe col titolo di Cavaliere/Dama.

## Insigniti notabili
- Principe Nicola del Montenegro
- Boris del Montenegro, Granduca di Grahavo e Zeta
- Veronica del Montenegro, Granduchessa di Grahavo e Zeta
- Milena del Montenegro
- Altinaï del Montenegro
- Nicola di Russia
- Principe Dimitrij di Russia
- Vittorio Emanuele di Savoia
- Emanuele Filiberto di Savoia
- John Gvozdenović Kennedy